# 79. Oscar-gála
A 79. Oscar-gálát, melynek során 2006 legjobb filmjeit jutalmazták, 2007. február 25-én rendezték meg a Los Angeles-i Kodak Theatre-ben, Hollywoodban. A házigazda most először Ellen DeGeneres volt.
Ez volt a hatodik alkalom, hogy a Kodak Theatre-ben tartották a díjkiosztót, és a 32. alkalom, hogy az USA-ban az ABC közvetítette a ceremóniát, amire 2014-ig volt kizárólagos joga. Laura Ziskin volt a show producere.
A jelöltek listáját 2007. január 23-án jelentette be 13:38-kor UTC idő szerint Sid Ganis, az Akadémia elnöke és Salma Hayek színésznő az Akadémia Beverly Hills-i Samuel Goldwyn Theaterében. Három nevezéssel a legjobb eredeti dal kategóriában a Dreamgirls című musical kapta a legtöbb jelölést (8), ám ezzel ez lett az első legtöbb nevezést kapott film, amit a legjobb film díjára nem jelöltek. A Bábel kapta a második legtöbbet, szám szerint hetet.

## Kategóriák és jelöltek
Nyertesek félkövérrel jelölve

### Legjobb film
- Bábel (Alejandro González Iñárritu, Jon Kilik, Steve Golin)
- A család kicsi kincse (David T. Friendly, Peter Saraf, Marc Turtletaub)
- Levelek Ivo Dzsimáról (Clint Eastwood, Steven Spielberg, Robert Lorenz)
- A királynő (Andy Harries, Christine Langan, Tracey Seaward)
- A tégla (Graham King)

### Legjobb színész
- Leonardo DiCaprio (Véres gyémánt)
- Ryan Gosling (Fél Nelson)
- Peter O’Toole (Vénusz)
- Will Smith (A boldogság nyomában)
- Forest Whitaker (Az utolsó skót király)

### Legjobb színésznő
- Penélope Cruz (Volver)
- Judi Dench (Egy botrány részletei)
- Helen Mirren (A királynő)
- Meryl Streep (Az ördög Pradát visel)
- Kate Winslet (Apró titkok)

### Legjobb mellékszereplő színész
- Alan Arkin (A család kicsi kincse)
- Jackie Earle Haley (Apró titkok)
- Djimon Hounsou (Véres gyémánt)
- Eddie Murphy (Dreamgirls)
- Mark Wahlberg (A tégla)

### Legjobb mellékszereplő színésznő
- Adriana Barraza (Bábel)
- Cate Blanchett (Egy botrány részletei)
- Abigail Breslin (A család kicsi kincse)
- Jennifer Hudson (Dreamgirls)
- Kikucsi Rinko (Bábel)

### Legjobb rendező
- Clint Eastwood (Levelek Ivo Dzsimáról)
- Stephen Frears (A királynő)
- Alejandro González Iñárritu (Bábel)
- Martin Scorsese (A tégla)
- Paul Greengrass (A United 93-as)

### Legjobb eredeti forgatókönyv
- Bábel (Guillermo Arriaga)
- A család kicsi kincse (Michael Arndt)
- A faun labirintusa (Guillermo del Toro)
- A királynő (Peter Morgan)
- Levelek Ivo Dzsimáról (Iris Yamashita, Paul Haggis)

### Legjobb adaptált forgatókönyv
- Apró titkok (Todd Field, Tom Perrotta)
- Borat: Kazah nép nagy fehér gyermeke menni művelődni Amerika (Sacha Baron Cohen, Anthony Hines, Peter Baynham,  Dan Mazer, Todd Phillips)
- Egy botrány részletei (Patrick Marber)
- Az ember gyermeke (Alfonso Cuarón, Timothy J. Sexton, David Arata, Mark Fergus, Hawk Ostby)
- A tégla (William Monahan)

### Legjobb fényképezés
- Az ember gyermeke (Emmanuel Lubezki)
- A faun labirintusa (Guillermo Navarro)
- Fekete Dália (Zsigmond Vilmos)
- A mágus (Dick Pope)
- A tökéletes trükk (Wally Pfister)

### Legjobb vágás
- Bábel (Douglas Crise, Stephen Mirrione)
- Az ember gyermeke (Alfonso Cuarón, Alex Rodríguez)
- A tégla (Thelma Schoonmaker)
- A United 93-as (Clare Douglas, Richard Pearson, Christopher Rouse)
- Véres gyémánt (Steven Rosenblum)

### Legjobb díszlet
- Dreamgirls (John Myhre, Nancy Haigh)
- A faun labirintusa (Eugenio Caballero, Pilar Revuelta)
- A Karib-tenger kalózai: Holtak kincse (Rick Heinrichs, Cheryl Carasik)
- A tökéletes trükk (Nathan Crowley, Julie Ochipinti)
- Az ügynökség (Jeannine Claudia Oppewall, Gretchen Rau, Leslie E. Rollins)

### Legjobb jelmez
- Dreamgirls (Sharen Davis)
- A királynő (Consolata Boyle)
- Man cheng jin dai huang jin jia (Chung Man Yee)
- Marie Antoinette (Milena Canonero)
- Az ördög Pradát visel (Patricia Field)

### Legjobb smink
- Apocalypto (Aldo Signoretti, Vittorio Sodano)
- A faun labirintusa (David Martí, Montse Ribé)
- Távkapcs (Kazuhiro Tsuji, Bill Corso)

### Legjobb eredeti filmzene
- Bábel (Gustavo Santaolalla)
- Egy botrány részletei (Philip Glass)
- A faun labirintusa (Javier Navarrete)
- A jó német (Thomas Newman)
- A királynő (Alexandre Desplat)

### Legjobb eredeti dal
- Dreamgirls – Henry Krieger, Scott Cutler, Anne Preven: „Listen”
- Dreamgirls – Henry Krieger, Siedah Garrett: „Love You I Do”
- Dreamgirls – Henry Krieger, Willie Reale: „Patience”
- Kellemetlen igazság – Melissa Etheridge: „I Need to Wake Up”
- Verdák – Randy Newman: „Our Town”

### Legjobb hang
- Apocalypto (Kevin O'Connell, Greg P. Russell, Fernando Cámara)
- A dicsőség zászlaja (John T. Reitz, David E. Campbell, Gregg Rudloff, Walt Martin)
- Dreamgirls (Michael Minkler, Bob Beemer, Willie D. Burton)
- A Karib-tenger kalózai: Holtak kincse (Paul Massey, Christopher Boyes, Lee Orloff)
- Véres gyémánt (Andy Nelson, Anna Behlmer, Ivan Sharrock)

### Legjobb hangvágás
- Apocalypto (Sean McCormack, Kami Asgar)
- A dicsőség zászlaja (Alan Robert Murray, Bub Asman)
- A Karib-tenger kalózai: Holtak kincse (Christopher Boyes, George Watters)
- Levelek Ivo Dzsimáról (Alan Robert Murray, Bub Asman)
- Véres gyémánt (Lon Bender)

### Legjobb vizuális effektek
- A Karib-tenger kalózai: Holtak kincse (John Knoll, Hal T. Hickel, Charles Gibson, Allen Hall)
- Poseidon (Boyd Shermis, Kim Libreri, Chas Jarrett, John Frazier)
- Superman visszatér (Mark Stetson, Neil Corbould, Richard R. Hoover, Jon Thum)

### Legjobb animációs film
- Rém rom (Gil Kenan)
- Táncoló talpak (George Miller)
- Verdák (John Lasseter)

### Legjobb idegen nyelvű film
- A dicsőség arcai – Algéria
- Esküvő után – Dánia
- A faun labirintusa – Mexikó
- A mások élete – Németország
- Water – Kanada

### Legjobb dokumentumfilm
- Deliver Us from Evil (Amy Berg, Frank Donner)
- Iraq in Fragments (James Longley, Yahya Sinno)
- Jesus Camp (Heidi Ewing, Rachel Grady)
- Kellemetlen igazság (Davis Guggenheim)
- My Country, My Country (Laura Poitras, Jocelyn Glatzer)

### Legjobb rövid dokumentumfilm
- The Blood of Yingzhou District (Ruby Yang, Thomas Lennon)
- Recycled Life (Leslie Iwerks, Mike Glad)
- Rehearsing a Dream (Karen Goodman, Kirk Simon)
- Two Hands: The Leon Fleisher Story (Nathaniel Kahn, Susan Rose Behr)

### Legjobb animációs rövidfilm
- The Danish Poet (Torill Kove)
- Levitáció (Gary Rydstrom)
- The Little Matchgirl (Roger Allers, Don Hahn)
- Maestro (M. Tóth Géza)
- No Time for Nuts (Chris Renaud, Mike Thurmeier)

### Legjobb rövidfilm
- Binta and the Great Idea (Javier Fesser, Luis Manso)
- Helmer & Son (Søren Pilmark, Kim Magnusson)
- One Too Many (Borja Cobeaga)
- The Saviour (Peter Templeman, Stuart Parkyn)
- West Bank Story (Ari Sandel)

### Életműdíj
- Ennio Morricone